# Alargamiento

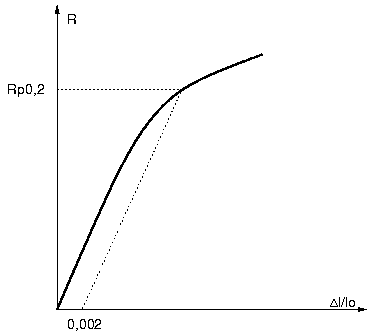
Gráfica de alargamiento en un ensayo de tracción.

El alargamiento en tecnología de materiales  también conocido como elongación es una magnitud que mide el aumento de longitud que experimenta un material cuando se le somete a un esfuerzo de tracción antes de producirse su rotura. El alargamiento se expresa en tanto por ciento (%) con respecto a la longitud inicial.
En un material elástico, cuando el alargamiento no supera su límite elástico, este recupera su longitud inicial en cuanto cesa el esfuerzo de tracción, pero si se supera el límite elástico, ya no recupera su longitud inicial, produciéndose lo que se denomina una deformación plástica o remanente. El alargamiento en rotura se define como el porcentaje de incremento de longitud en el momento de pérdida estructural de un elemento estirado.

## Industria aeronáutica

Ala de gran alargamiento, de superficie alar

Ala de poco alargamiento, con la misma superficie alar

En aeronáutica, se define el alargamiento o aspect ratio {\displaystyle AR} de un ala como el resultado de dividir su envergadura por su cuerda media, es decir, es la proporción entre la longitud y la anchura media del ala. 
Este coeficiente es decisivo en el valor de la resistencia inducida, y por lo tanto, en el coeficiente de planeo, o lo que es lo mismo, en la eficiencia del ala.
| Símbolo            | Nombre             |
| ------------------ | ------------------ |
| {\displaystyle AR} | Alargamiento       |
| {\displaystyle b}  | Envergadura        |
| {\displaystyle S}  | Superficie del ala |